# Marta Bizcarrondo
Marta Bizcarrondo Albea (San Sebastián, 1947 - Madrid, febrero de 2007) fue una historiadora española, especialista en la Edad Contemporánea. Sus investigaciones en el ámbito universitario giraron en torno al socialismo de los años 30, la dependencia del comunismo español respecto de la Internacional Comunista y el autonomismo cubano en las postrimerías del siglo XIX.

## Biografía
Pertenecía a una familia de tradición liberal. Su padre Antonio y su tío Nicolás fueron miembros del partido de Azaña y por ello hubieron de exiliarse. Ambos eran nietos de Indalecio Bizcarrondo, Bilintx, según Julio Caro Baroja el mejor poeta lírico vasco del siglo XIX, "voluntario de la libertad" y muerto por una granada carlista.
Estudió en Madrid Ciencias Políticas y Económicas en la Universidad Complutense  de Madrid y militó en la oposición antifranquista en el Frente de Liberación Popular hasta su desaparición y más tarde en el Partido Comunista de Euskadi. En calidad de delegada cultural del clandestino sindicato estudiantil SDEUM le correspondió organizar el histórico recital de Raimon en la Facultad de Ciencias Políticas y Económicas de Madrid de 18 de mayo de 1968.

### Trayectoria profesional
Realizó su tesis doctoral sobre el socialismo en la Segunda República dirigida por José Antonio Maravall.
En 1971 se incorporó como profesora al Departamento de Historia Contemporánea de la UAM, dirigido por Miguel Artola. 
De 1990 a 1998 fue vicerrectora de Ordenación Académica de la Universidad Autónoma de Madrid  y directora del Departamento de Historia Contemporánea entre 1999 y 2002. En 1993 fue nombrada Catedrática de Historia Contemporánea (1993) en la Facultad de Filosofía y Letras de la Universidad Autónoma de Madrid.
Sus investigaciones en el ámbito universitario giraron en torno al socialismo de los años 30, la dependencia del comunismo español respecto de la Internacional Comunista y el autonomismo cubano en las postrimerías del siglo XIX. También fue autora de diversos estudios sobre el socialismo en la Segunda República Española, algunos de ellos en colaboración con su marido, el también historiador Antonio Elorza,
Fue colaboradora en Revista de Occidente, Cuadernos Hispanoamericanos y El País. Su último trabajo publicado fue la contribución al catálogo de la exposición sobre Juan Negrín.
Posicionada contra el terrorismo y a favor de una solución democrático-federal en el País Vasco, en las elecciones autonómicas de 2001 participó como intelectual en apoyo de la campaña electoral del PSOE.
Pocos meses después se le diagnosticó un cáncer de pulmón con metástasis cerebral. Durante más de cinco años luchó contra la enfermedad, al mismo tiempo que atendía la de su hermana Elena y la de su único hijo.
Murió en Madrid en febrero de 2007.

## Publicaciones
- Gabriel Mario de Coca, Anti-Caballero. Crítica marxista de la bolchevización del Partido Socialista (1930-1936) (1975 [1936]). Introducción y notas de Marta Bizcarrondo. Madrid, Ediciones del Centro. ISBN 84-7227-036-X
- Araquistáin y la crisis socialista en la II República. Leviatán (1934-1936) (1975). Siglo XXI de España. ISBN 978-84-323-0185-8
- Octubre del 34: reflexiones sobre una revolución (1977). Madrid, Ayuso, D.L. ISBN 84-336-0128-8
- "Los orígenes del feminismo socialista en España", en La mujer en la historia de España (siglos XVI-XX). Actas de las II Jornadas de Investigación Interdisciplinaria (1990), coordinado por Pilar Folguera. ISBN 84-7477-022-X, págs. 137-158.
- Cuba/España: el dilema autonomista, 1878-1898 (2001), con Antonio Elorza. Editorial Colibrí. ISBN 84-923550-8-5
- Queridos camaradas. La Internacional Comunista y España, 1919-1939 (1999), con Antonio Elorza. Barcelona, Planeta. ISBN 84-08-02222-9
- Entre la democracia y la revolución, 1931-1936 (2008). Siglo XXI. ISBN 978-84-323-1372-1